# Termal

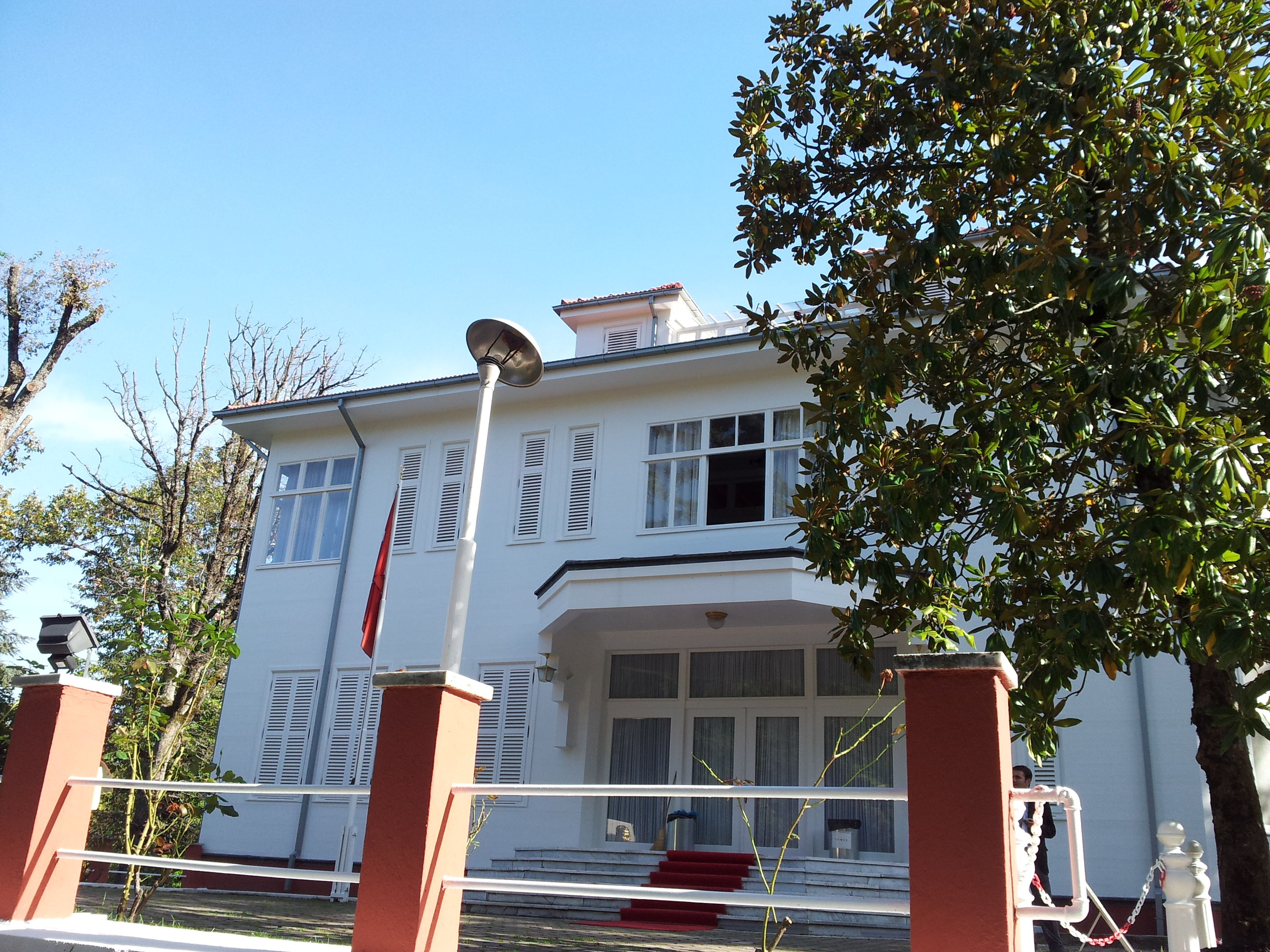
Mansión Atatürk en Yalova. Termal, provincia de Yalova, Turquía.

Termal es una localidad de Turquía situada en la provincia de Yalova, junto al mar de Mármara. Es la sede del distrito que lleva su nombre. Su población en 2022 era de 3409 habitantes.